# La Grange (Kentucky)
La Grange es una ciudad ubicada en el condado de Oldham en el estado estadounidense de Kentucky. En el Censo de 2010 tenía una población de 8082 habitantes y una densidad poblacional de 436,8 personas por km². Es la ciudad natal de D. W. Griffith (1875-1948), director cinematográfico considerado el padre del cine moderno.

## Geografía
La Grange se encuentra ubicada en las coordenadas 38°23′56″N 85°22′32″O / 38.39889, -85.37556. Según la Oficina del Censo de los Estados Unidos, La Grange tiene una superficie total de 18.5 km², de la cual 18.29 km² corresponden a tierra firme y (1.18%) 0.22 km² es agua. Se encuentra al centro-norte del estado, sobre la orilla izquierda del río Ohio que la separa de Indiana.

## Demografía
Según el censo de 2010, había 8082 personas residiendo en La Grange. La densidad de población era de 436,8 hab./km². De los 8082 habitantes, La Grange estaba compuesto por el 87.33% blancos, el 4.74% eran afroamericanos, el 0.27% eran amerindios, el 0.63% eran asiáticos, el 0.16% eran isleños del Pacífico, el 4.6% eran de otras razas y el 2.26% pertenecían a dos o más razas. Del total de la población el 8.92% eran hispanos o latinos de cualquier raza.